# Křížová cesta (Nová Paka)
Křížová cesta v Nové Pace na Jičínsku se nachází v jihozápadní části města. Vede ulicemi Svatojánská, V Aleji, Gebauerova a Křížová. Je chráněna jako nemovitá kulturní památka.

## Historie
Křížová cesta byla pořízena roku 1746 primátorem Martinem Šádkem. Původně stála na cestě od Střelnice k Poštmistrovu kopci, roku 1862 byla přemístěna. Byla tvořena čtrnácti pískovcovými pomníčky vysokými přibližně dva metry. Na přední straně byl zapuštěný rámec s obrazy jednotlivých zastavení. Obrazy byly roku 1960 již značně zašlé a na několika posledních pomníčcích již chyběly. Třináctý pomníček byl již povalen patrně při stavbě vedlejšího domu.
Ze zápisu Památkového ústavu z roku 1988: „Barokní zastavení na nízkém jednoduchém soklu s hranolovitým nezdobeným dříkem, který je ukončen profilovanou římsou na čelní straně s obloukem. Obrazy, kříže i číselná označení jsou na mnohých zastaveních zničena. Počet zastavení je 12, ostatní nebyla nalezena. Číslování svědčí o přemístění některých zastavení. Bez nápisů – pouze číselná označení nad obrazy v nikách čelní strany zastavení.“
V roce 2008 došlo k rekonstrukci křížové cesty a k obnově jejích obrázků.

## Galerie

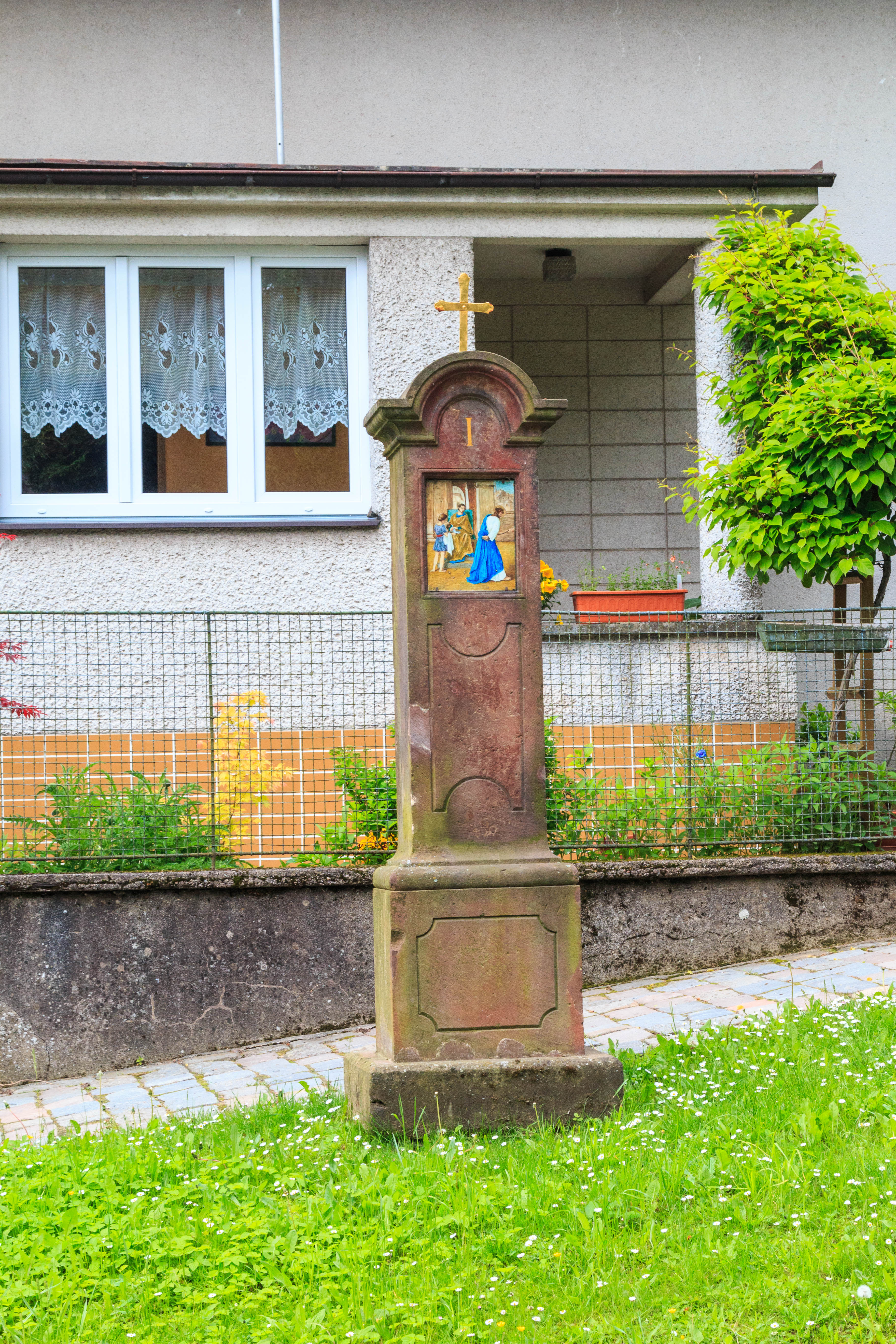
zastavení č. 1 křížové cesty